# 克雷洛夫斯卡亞區

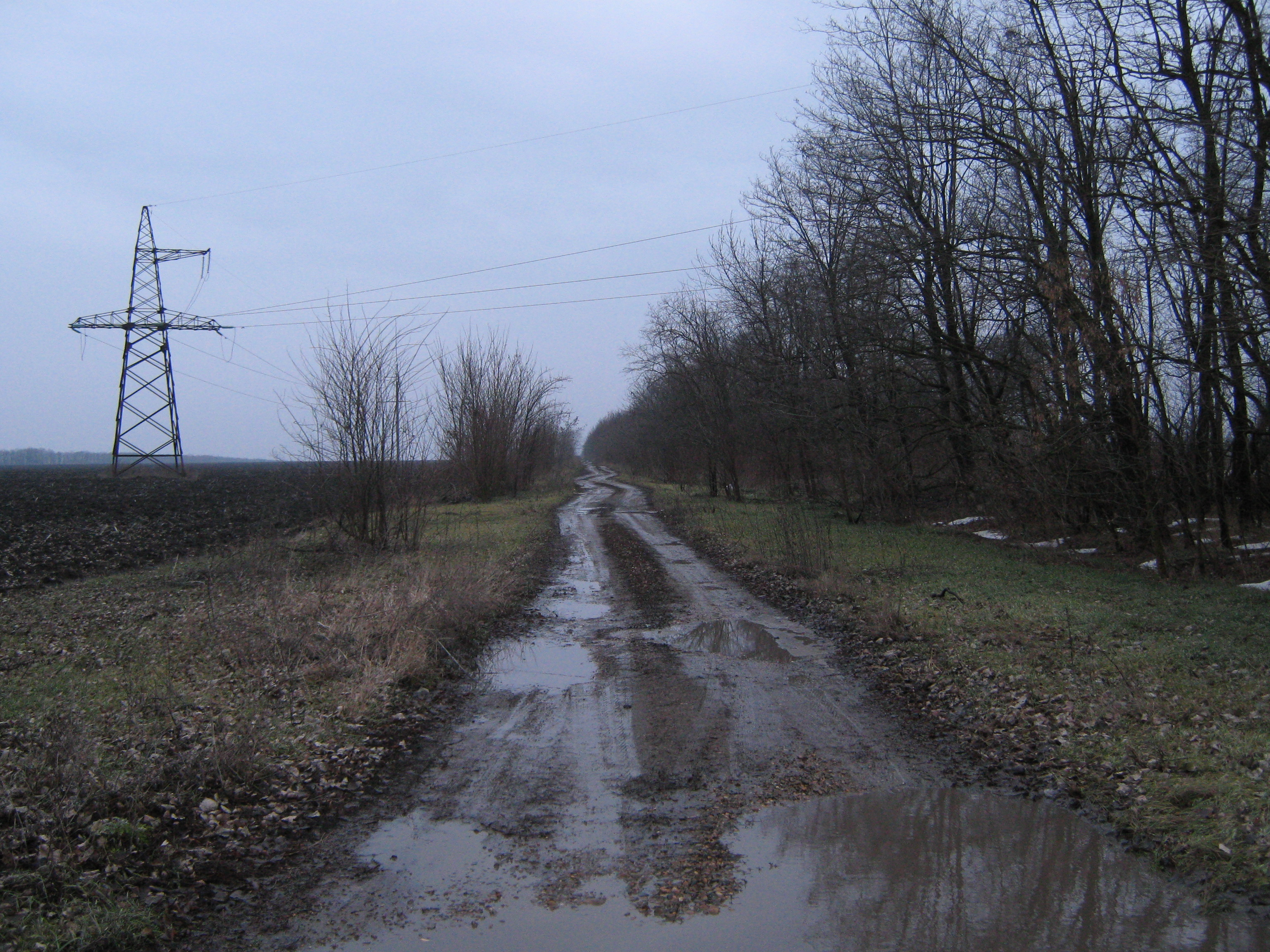

46°19′19″N 39°57′51″E / 46.32194°N 39.96417°E
克雷洛夫斯卡亞區（俄语：Крыловский район），是俄羅斯的一個區，位於該國西南部，由克拉斯諾達爾邊疆區負責管轄，面積1,363.3平方公里，2010年人口35,930，人口密度每平方公里26.36人。